# Filodes xanthalis
Filodes xanthalis là một loài bướm đêm trong họ Crambidae.